# Marie Prevost
Marie Prevost, all'anagrafe Mary Bickford Dunn, (Sarnia, 8 gennaio 1896 – Hollywood, 23 gennaio 1937), è stata un'attrice canadese che ha lavorato a Hollywood nel periodo del cinema muto. Nella sua carriera, dal 1915 al 1936, apparve in 127 film. Era conosciuta anche con i nomi di Mary Prevost o Marie Provost.

## Biografia
Nata nell'Ontario, era ancora una bambina quando la famiglia si trasferì negli Stati Uniti. Dapprima, i Dunn si stabilirono a Denver in Colorado, poi a Los Angeles. Mary venne assunta come segretaria ma, nel frattempo, cercò lavoro nell'ambiente del cinema. Mack Sennett, pure lui di origine canadese, le affidò il ruolo di esotica "ragazza francese" e la inserì tra le sue Bathing Beauties, con il nome d'arte di Marie Prevost.
Nel 1919, Marie si sposò segretamente con Sonny Gerke, un giovanotto appartenente all'alta società, ma il matrimonio fallì dopo soli sei mesi, perché Gerke non ebbe il coraggio di dire a sua madre che si era sposato con un'attrice. Timorosa della cattiva pubblicità derivante da un divorzio, Marie restò sposata fino al 1923, sempre tenendo tutti all'oscuro del suo matrimonio.

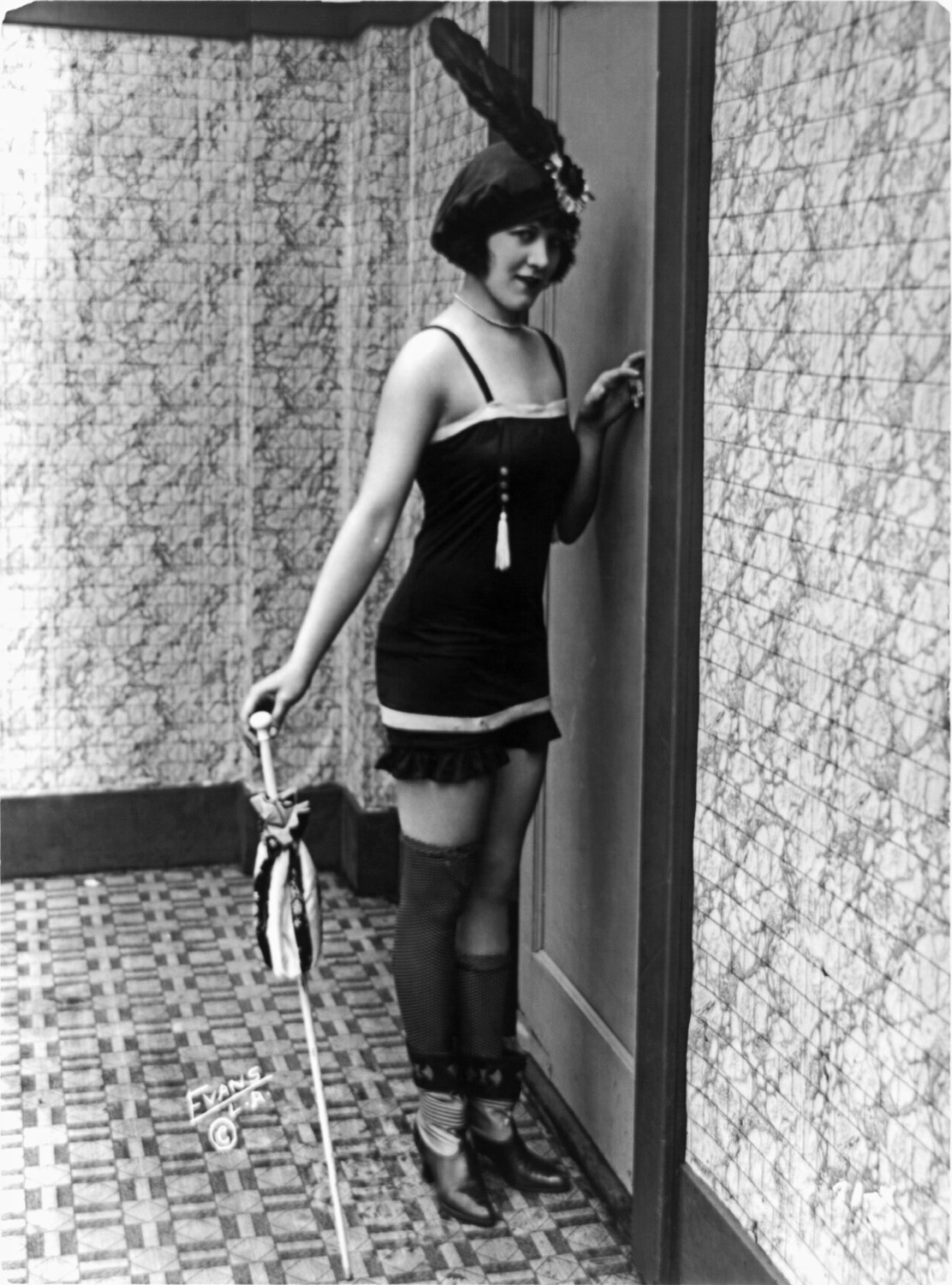
Fotografata da Nelson Evans, 1918

### Una carriera di successo
Uno dei suoi primi film di successo fu Love, Honor, and Behave, a fianco di un altro protetto di Sennett, George O'Hara. Dopo una serie di piccoli ruoli nei quali interpretò la parte della giovane, innocente ragazzina sexy, nel 1921 Marie firmò un contratto con l'Universal dopo aver attirato l'attenzione di Irving Thalberg, che decise di fare di lei una star e organizzò per lei un grande battage pubblicitario. Annunciò che Marie sarebbe stata la protagonista di due film, The Moonlight Follies e Kissed, e la mandò a Coney Island, dove l'attrice bruciò pubblicamente il suo costume da bagno, a significare la fine dei suoi giorni di "bellezza al bagno".
Alla Universal, Marie ottenne solo ruoli leggeri da commedia. Alla scadenza del contratto, Jack Warner la fece firmare per la Warner Bros., riconoscendole 1.500 dollari la settimana. Al fianco di Kenneth Harlan, Marie interpretò The Beautiful and Damned, la versione cinematografica del romanzo Belli e dannati di Francis Scott Fitzgerald. Per pubblicizzare il film, la casa di produzione annunciò che gli attori si sarebbero sposati durante le riprese sul set. Il lancio pubblicitario funzionò e gli studi furono inondati di lettere e regali per gli sposi. Ma sul Los Angeles Mirror apparve la storia del matrimonio segreto: "Marie Prevost diventerà bigama se sposa Harlan", titolò il giornale. Warner si prese subito carico dell'annullamento del matrimonio e, in tal modo, Harlan e Marie poterono sposarsi.
Nonostante la pessima pubblicità avuta, The Beautiful and Damned ebbe successo. Ernst Lubitsch volle Marie come comprimaria per il suo film Matrimonio in quattro. Nel 1926, proprio nel momento più felice della sua carriera, l'attrice canadese perse la madre - che, a bordo di un'auto insieme all'attrice Vera Steadman e al produttore Al Christie - rimase uccisa in un incidente stradale in Florida.

### Declino
Devastata dalla morte della madre, Marie cominciò a bere e scivolò presto nell'alcoolismo. Nel 1927, divorziò dal secondo marito. Per superare la crisi, si gettò a corpo morto nel lavoro: dopo averla vista in The Beautiful and Damned, nel 1928 Howard Hughes la volle come protagonista in The Racket. I due ebbero una breve relazione ma Hughes dopo poco la lasciò e Marie precipitò in una depressione sempre più profonda. Il suo ultimo film da protagonista sarà proprio The Racket. Iniziò a ingrassare e non riuscì più a controllare né il cibo né l'alcool. Nel 1934 la sua situazione finanziaria diventò drammatica. Per trovare ancora lavoro, affrontò drastiche diete che la debilitarono ulteriormente.

### La morte
Il 21 gennaio 1937, Marie Prevost morì per un attacco cardiaco dovuto a malnutrizione e alcoolismo acuto. Il suo cadavere fu rinvenuto solo due giorni dopo, per l'abbaiare continuo e insistito del suo cane bassotto. Un fattorino entrò in casa e la trovò sdraiata a faccia in giù sul letto, le gambe segnate dai denti del cane, che era sopravvissuto all'isolamento rosicchiandola.
Il funerale al Memorial Cemetery di Hollywood venne pagato da Joan Crawford: vi parteciparono, oltre alla Crawford, Clark Gable, Wallace Beery e Barbara Stanwyck.

## Riconoscimenti
Per il suo contributo all'industria cinematografia, Marie Prevost ha una stella sull'Hollywood Walk of Fame al 6201 di Hollywood Boulevard.
Il cantautore britannico Nick Lowe ha composto un brano a lei dedicato dal titolo Marie Provost, contenuto nel suo primo album da solista Jesus of Cool (1978).

## Galleria d'immagini

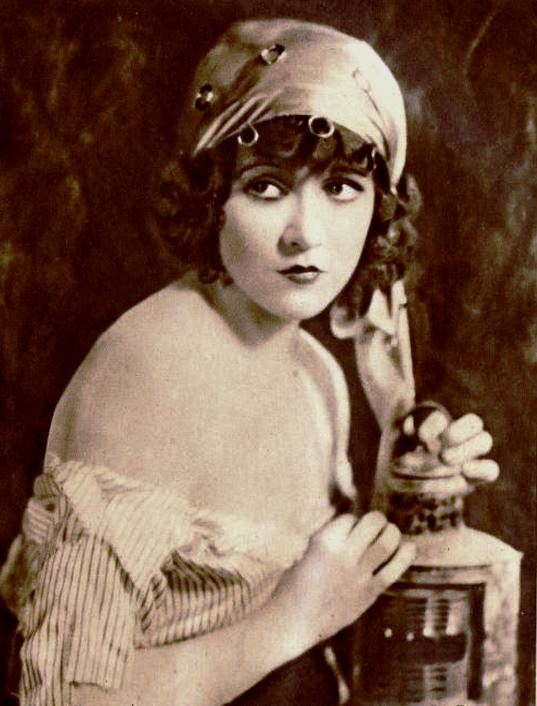
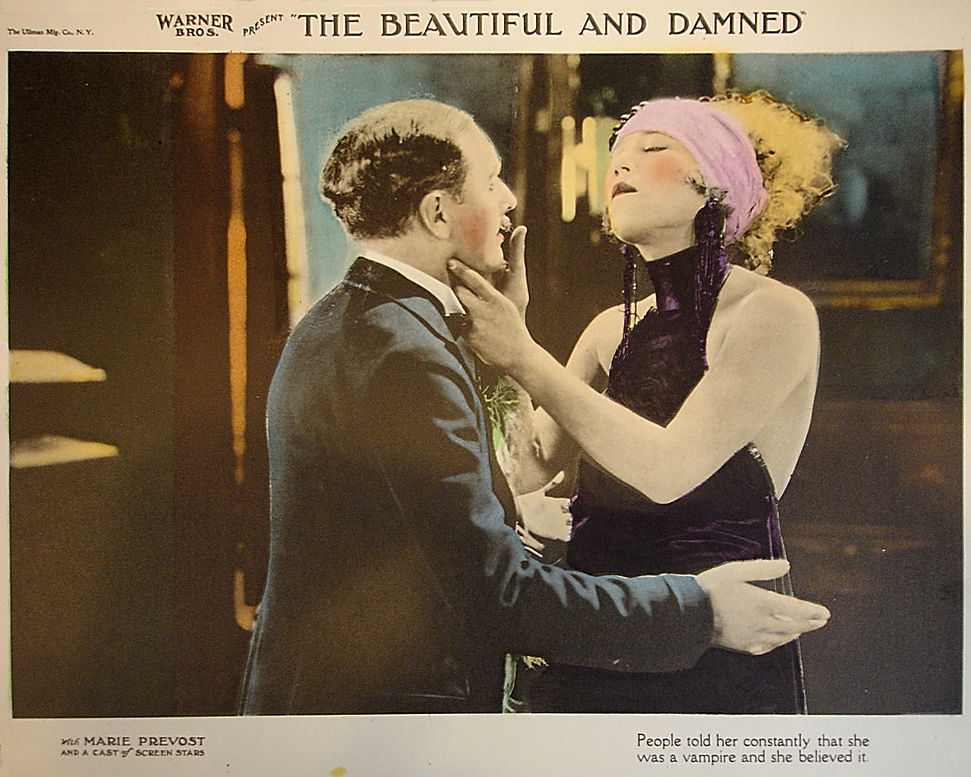
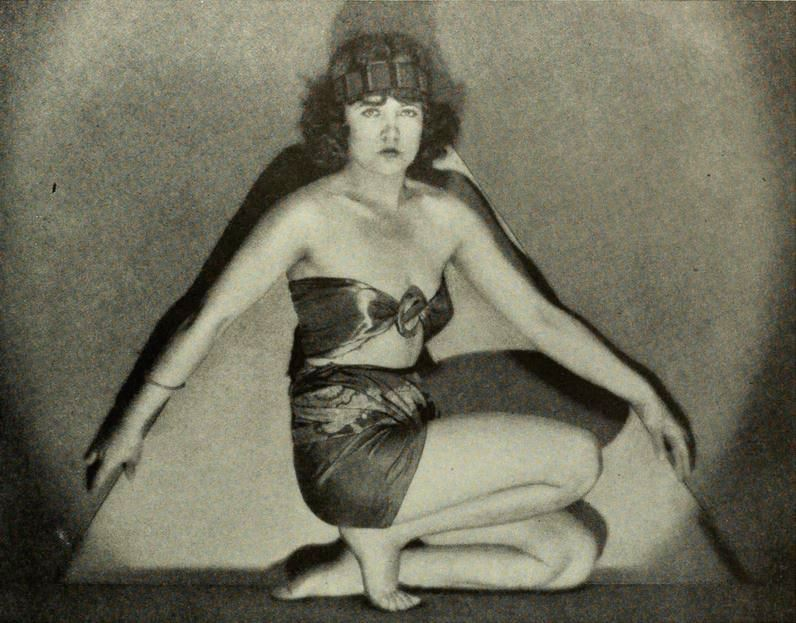
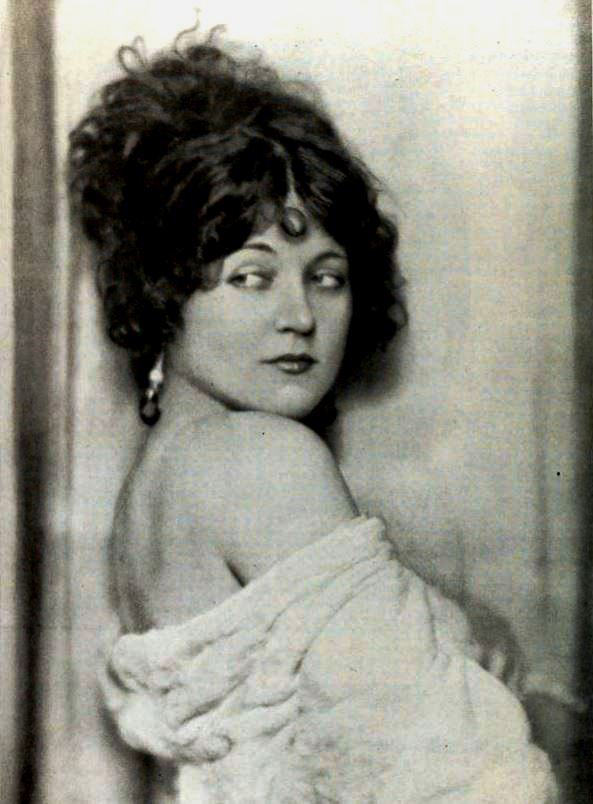
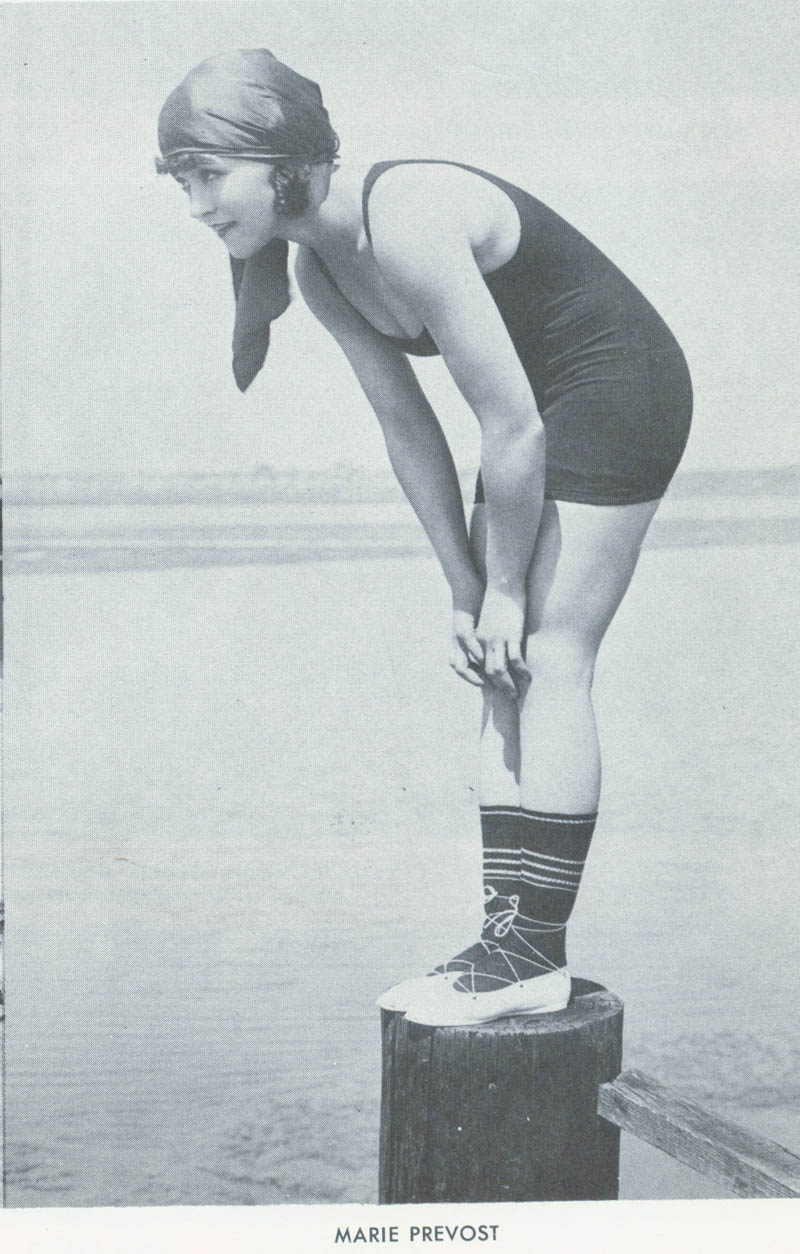

## Filmografia parziale

### Anni dieci
- Those Bitter Sweets, regia di F. Richard Jones (1915)
- His Father's Footsteps, regia di Charley Chase, Ford Sterling (1915)
- Better Late Than Never, regia di Edward F. Cline (1916)
- Unto Those Who Sin, regia di William Robert Daly (1916)
- Sunshine, regia di Edward F. Cline (1916)
- A Scoundrel's Toll, regia di Glen Cavender (1916)
- Her Nature Dance, regia di William Campbell (1917)
- Secrets of a Beauty Parlo, regia di Harry Williams (1917)
- Two Crooks (1917)
- His Hidden Purpose, regia di Edward F. Cline (1918)
- Those Athletic Girls, regia di Edward F. Cline, Hampton Del Ruth (1918)
- Friend Husband, regia di Walter Wright (1918)
- His Smothered Love, regia di Edward F. Cline, Hampton Del Rut (1918)
- Her Screen Idol, regia di Edward F. Cline (1918)
- She Loved Him Plenty, regia di Hampton Del Ruth, F. Richard Jones (1918)
- Sleuths, regia di F. Richard Jones (1918)
- Whose Little Wife Are You?, regia di Edward F. Cline (1918)
- Hide and Seek, Detectives, regia di Edward F. Cline (1918)
- The Village Chestnut, regia di Raymond Griffith, Walter Wright (1918)
- Never Too Old, regia di F. Richard Jones (1919)
- Rip & Stitch: Tailors, regia di Malcolm St. Clair, William Watson (1919)
- East Lynne with Variations, regia di Edward F. Cline (1919)
- Yankee Doodle in Berlin, regia di F. Richard Jones (1919)
- Reilly's Wash Day, regia di F. Richard Jones (1919)
- Why Beaches Are Popular, regia di F. Richard Jones (1919)
- When Love Is Blind, regia di Edward F. Cline (1919)
- Love's False Faces, regia di F. Richard Jones (1919)
- The Dentist, regia di F. Richard Jones (1919)
- Uncle Tom Without a Cabin, regia di Edward F. Cline, Ray Hunt (1919)
- Up in Alf's Place, regia di F. Richard Jones (1919)
- Salomè (Salome vs. Shenandoah), regia di Ray Grey, Ray Hunt, Erle C. Kenton (1919)
- The Speakeasy, regia di F. Richard Jones (1919)

### Anni venti
- A Kitchen Cinderella, regia di Malcolm St. Clair (1920)
- Down on the Farm, regia di Ray Grey, F. Richard Jones, Erle C. Kenton (1920)
- Fresh from the City, regia di Walter Wright (1920)
- Tutti in macchina (You Wouldn't Believe It), regia di Erle C. Kenton (1920)
- Il vedovo allegro (His Youthful Fancy), regia di Erle C. Kenton (1920)
- Movie Fans, regia di Erle C. Kenton (1920)
- Love, Honor and Behave!, regia di F. Richard Jones, Erle C. Kenton (1920)
- Dabbling in Art, regia di Erle C. Kenton (1920)
- On a Summer Day, regia di Albert Austin (1921)
- L'idolo del villaggio (A Small Town Idol), regia di Erle C. Kenton, Mack Sennett (1921)
- Wedding Bells Out of Tune, regia di Malcolm St. Clair (1921)
- She Sighed by the Seaside, regia di Erle C. Kenton (1921)
- Call a Cop, regia di Malcolm St. Clair (1921)
- Moonlight Follies, regia di King Baggot (1921)
- Nobody's Fool, regia di King Baggot (1921)
- A Parisian Scandal, regia di George L. Cox (1921)
- Don't Get Personal, regia di Clarence G. Badger (1922)
- The Dangerous Little Demon, regia di Clarence G. Badger (1922)
- The Crossroads of New York, regia di F. Richard Jones (1922)
- Kissed, regia di King Baggot (1922)
- Her Night of Nights, regia di Hobart Henley (1922)
- The Married Flapper, regia di Stuart Paton (1922)
- The Beautiful and Damned, regia di William A. Seiter o Sidney Franklin (1922)
- Heroes of the Street, regia di William Beaudine (1922)
- Brass, regia di Sidney Franklin (1923)
- Red Lights, regia di Clarence G. Badger (1923)
- The Wanters, regia di John M. Stahl (1923)
- Matrimonio in quattro (The Marriage Circle), regia di Ernst Lubitsch (1924)
- The Lover of Camille, regia di Harry Beaumont (1924)
- Il cigno nero (The Dark Swan), regia di Millard Webb (1924)
- Bobbed Hair, regia di Alan Crosland (1925)
- Baciami ancora (Kiss Me Again), regia di Ernst Lubitsch (1925)
- Scuola dei mariti (His Jazz Bride), regia di Herman C. Raymaker (1926)
- Getting Gertie's Garter, regia di E. Mason Hopper (1927)
- The Rush Hour, regia di E. Mason Hopper (1927)[1][2]
- A Blonde for a Night, regia di E. Mason Hopper e F. McGrew Willis (1928)

### Anni trenta
- Party Girl, regia di Victor Halperin (1930)
- Femmine di lusso (Ladies of Leisure), regia di Frank Capra (1930)
- Sweethearts on Parade, regia di Marshall Neilan (1930)
- Screen Snapshots Series 9, No. 24, regia di Ralph Staub (1930)
- War Nurse, regia di Edgar Selwyn (1930)
- Debito d'odio (Paid), regia di Sam Wood (1930)
- Gentleman's Fate, regia di Mervyn LeRoy (1931)
- It's a Wise Child, regia di Robert Z. Leonard (1931)
- La peccatrice (The Good Bad Girl), regia di Roy William Neill (1931)
- West of the Rockies, regia di Bernard B. Ray (1931)
- Puro sangue (Sporting Blood), regia di Charles Brabin (1931)
- The Runaround, regia di William James Craft (1931)
- Il fallo di Madelon Claudet (The Sin of Madelon Claudet) di Edgar Selwyn (1931)
- I demoni dell'aria (Hell Divers), regia di George W. Hill (non accreditato)
- Tre maniere d'amare (Three Wise Girls), regia di William Beaudine (1932)
- La diga della morte (Carnival Boat), regia di Albert S. Rogell (1932)
- Slightly Married, regia di Richard Thorpe (1932)
- Hesitating Love, regia di James W. Horne (1932)
- Rock-a-Bye Cowboy, regia di George Stevens (1933)
- Parole Girl, regia di Edward F. Cline (1933)
- The Eleventh Commandment, regia di George Melford (1933)
- Hollywood on Parade No. A-8, regia di Louis Lewyn (1933)
- Pick Me Up, regia di James W. Horne (1933)
- Solo una notte (Only Yesterday), regia di John M. Stahl (1933)
- Keystone Hotel, regia di Ralph Staub (1935)
- I milioni della manicure (Hands Across the Table), regia di Mitchell Leisen (1935)
- Tango, regia di Phil Rosen (1936)
- Volo nella bufera (Thirteen Hours by Air), regia di Mitchell Leisen (1936)
- La tigre del Bengala (Bengal Tiger), regia di Louis King (1936)
- Caino e Adele (Cain and Mabel), regia di Lloyd Bacon (1936)
- Ten Laps to Go, regia di Elmer Clifton (1936)